# 왕숙천 단층
왕숙천 단층(王宿川 斷層, Wangsukcheon Fault)은 대한민국 경기 지괴/경기 육괴 내 강원특별자치도 철원군 서면에서 포천시 이동면, 화현면, 일동면, 내촌면을 지나 경기도 남양주시 오남읍 왕숙천 일대까지 이어져 있는 총 연장 65 km, 북북동-남남서 방향의 주향 이동 단층이다. 왕숙천 단층은 김옥준(1973)에 의해 처음으로 정의되었으며 ESR 연대측정 결과 신생대 제4기, 약 1백만 년 전부터 15만 년 전까지 여러 차례 활동한 것으로 분석되었다. 왕숙천 단층은 추가령 단층대의 일부로 국도 제47호선의 선형과 거의 일치한다.

## 개요
추가령 단층대의 일부인 왕숙천단층은 북북동-남남서 내지 남-북 방향의 우수향 주향이동 단층으로 김옥준(1973)이 처음으로 정의하였으며, 이후 김화 단층으로 명명되기도 하였다. 강원도 철원군 서면 와수리에서 시작하여 경기도 남양주시 진접읍 진별리까지 약 60 km 연장되는 갖는 왕숙천 단층은 그 서쪽의 남-북 방향으로 연장되는 포천 단층과 함께 한반도 중부에서 북동 내지 북북동 방향의 소위 추가령 단층대 내에서 망상결합(anastomosing) 형태로 발달한다. 중력장 해석 결과 왕숙천 단층의 파쇄대 깊이는 5 km 정도로 추정된다.

### 기존 지질도폭에서의 보고
김화 지질도폭(2006)에 의하면 왕숙천 단층은 철원군 서면 자등리 북부에서 남-북 및 북북동 주향의 2개 단층으로 분기된다. 쌍송동 일대의 하천가에서 주향 북동 1~10°, 경사 북서 80~88°의 전단절리면과 우수향 주향이동을 지시하는 단층경면이 관찰된다.
지포리 지질도폭(2007)에 의하면 왕숙천 단층은 포천시 이동면 노곡리, 도평리, 일단고개, 자등현, 철원군 서면 자등리로 이어지며 철원군 서면 자등리 지역에서 대보 화강암 반상 흑운모 화강암이 우수향으로 약 500 m 변위되어 있다. 또한 단층 양쪽 지괴의 암석이 정확히 일치하지 않아 단순한 우수향 주향 이동 단층이 아닌 것으로 추정된다.
기산 지질도폭(2005)에 의하면 우수향 주향 이동 단층인 포천 단층과 왕숙천 단층은 거시적으로 보아 추가령 단층대 내에서 망상결합(anastomosing) 형태로 발달한다.
의정부 지질도폭(2005)에 의하면 왕숙천을 따라 남양주시 진접읍 진별리, 대별리, 내곡리를 연결하는 뚜렷한 선구조(lineament)가 존재하며 진접읍 봉대리와 금곡리 사이 고개마루에서 주향 북동 34°, 경사 남동 61°, 좌수향의 운동감각을 지시하는 단층의 노두가 발견되었다. 이 지역에서 왕숙천 단층은 단일 단층이 아니라 3개의 단층이 분절되는 좌수향 계단상(left lateral step)의 형태를 보이며 각각의 단층 사이 지역에는 남-북 방향의 산성맥이나 석영맥이 분포한다.

### 왕숙천 단층의 운동 감각
지포리 지질도폭(2007) 조사 당시 반상 흑운모 화강암이 왕숙천 단층에 의해 약 500 m 우수향으로 변위된 것이 확인되었다. 그러나 단층 운동감각 관찰이 가능한 노두에서 관찰되는 증거들과 북북동-남남서 방향의 단층들이 남-북 방향의 단층들에 의하여 연결되는 현상들은 왕숙천 단층이 계단상의 좌수향 주향 이동 단층임을 지시한다. 그리고 지포리 지질도폭 조사 당시에도 노두에서 단층면이 재활성된 증거가 보고되지 않았지만 단층 양측의 암상 경계가 정확히 일치하지 않아 왕숙천 단층은 단순한 우수향 주향이동 단층이 아니며 왕숙천 단층이 좌수향 운동 후 우수으로 재활성되었을 가능성이 제기된 바 있다.
포천시 일동면 일대에서는 왕숙천 단층이 두 갈래로 분기되는데 남동쪽 단층은 경기변성암복합체 흑운모 화강암과 대보 화강암의 관입 경계부가 약 1.3 km, 북서쪽 단층에서는 관입 경계부가 약 1 km 어긋나 있어, 왕숙천 단층 전체는 약 2.3 km 우수향 주향이동 운동이 발생한 것으로 보고되었다.
최승찬 외(2024)는 남양주시 지역에서 왕숙천 단층 양쪽에 분포하는 암석에 대한 중력장 측정을 실시하여, 단층 동쪽의 밀도가 높은 암석이 남남서쪽으로 3~3.2 km 이동한 것으로 해석하여, 왕숙천 단층의 변위량을 우수향 3.2 km으로 계산하였다.

### 왕숙천 단층의 생성 시기
왕숙천 단층 주변에는 중생대에 관입한 대보 화강암의 일종인 흑운모 화강암, 복운모 화강암, 명성산 화강암과 같은 다양한 종류의 화강암이 분포하고 있다. 왕숙천 단층이 이들 화강암을 절단하고 있기 때문에 단층작용은 중생대 화강암의 관입 이후에 일어난 것으로 해석되었다.
왕숙천 단층의 연장선상에 분포하고 있는 화강암들의 절대 연령은 184.0±1.5 Ma, 170.5±2.3 Ma, 164.5±2.4 Ma (쥐라기 전기~중기)이다. 또한 왕숙천 단층의 북쪽에 분포하는 명성산 화강암의 SHRIMP 저어콘 U-Pb 연대는 112±2 Ma로 백악기 화강암으로 보고되었다. 따라서 왕숙천 단층이 최초로 활동한 시기는 최소한 중생대 백악기 이후(<112 Ma)이다. 정동훈 외(2014)는 왕숙천 단층에서 약 7500만 년 전(75.4±0.8 Ma)의 단층 재활동 연대를 보고하였다.

### 통과 지역
강원특별자치도 철원군 서면 - 경기도 포천시 이동면 - 일동면 - 화현면 - 내촌면 - 남양주시 오남읍 (진접읍)

## 왕숙천 단층의 활동 시기
활성단층 보고서(2012)에서는 철원군 근남면 육단리 지점에서 260±30 ka, 철원군 서면 지점에서 160±20 ka, 포천시 내촌면 진목리 지점에서 440±100 ka 3개의 ESR 연대측정 결과를 측정하여, 제4기 동안 적어도 3회의 단층운동이 발생한 것으로 보고하였다.
배한경과 이희권(2016)은 ESR 연대측정을 통하여 왕숙천 단층의 제4기 활동 형태를 연구하였고, 제4기에 적어도 6회의 단층운동이 일어났을 것으로 해석하였다. 포천시와 남양주시 일대의 4개 지점에 드러난 왕숙천 단층의 노두와 여기에서 측정된 ESR 연대측정값에 근거하여
- 약 96만 년 전에는 포천시 내촌면 일대 (960±150 ka)
- 약 63만 년 전에는 남양주시 진접읍 일대 (630 ka)
- 약 49~53만 년 전에는 포천시 내촌면-남양주시 진접읍 일대 (490±60 ka, 530±40 ka)
- 약 38~43만 년 전에는 포천시 일동면-남양주시 진접읍 일대 (380±50 ka,, 390±30 ka, 400±80 ka, 410±30 ka, 420±30 ka)
- 약 28~29만 년 전에는 포천시 일동면 일대 (280±50 ka)
- 약 21~22만 년 전에는 포천시 일동면 일대 (210±40 ka, 220±40 ka)

에서 단층운동이 있었다. 왕숙천 단층은 약 63만 년 전 이후에 약 10만 년 주기로 재활동하였으며, 38만 년 전 이전에는 남서쪽에서, 29만 년 이후에는 북동쪽에서 재활동하여 단층의 주향 방향을 따라 남서쪽에서 북동쪽으로 단층 운동이 이동하였다. 이러한 사실은 왕숙천 단층이 언제든지 다시 재활성화될 수 있음을 암시한다.
한종원과 이희권(2018)은 왕숙천 단층이 북동-남서 방향의 압축력에 영향을 받은 것으로 해석하였으며 포천시 내촌면 음현리 지점의 단층비지 시료 1개에 대하여 약 59만 년의 최대 ESR 연대를 결정하였다.
한종원과 이희권(2019)은 포천시 내촌면 음현리 지점에서 발견된 왕숙천 단층의 노두를 조사하고 ESR 연대측정을 실시하여 단층이 제4기(590±70 ka, 530±130 ka, 370±50 ka)에 활동한 것으로 보고하였다. 왕숙천 단층의 제4기 단층운동은 활동기와 비활동기로 나누어지며, 총 6회의 활동기(약 62만, 52만, 40만, 28만, 22만, 16만 년 전)로 구분하였다.

### 왕숙천 단층의 위험성
여러 연구를 통해 보고된 단층의 ESR 연대측정값에 근거하여 왕숙천 단층이 제4기에도 활동했던 것이 입증되었다. 이에 따라, 인구 밀집 지역을 통과하는 왕숙천 단층은 재활동할 가능성이 있으며 활성단층이 재활동하여 지진 재해가 발생할 수 있다.

## 왕숙천 단층의 노두
다음은 활성단층 보고서(2012)와 현재까지의 연구를 통해 보고된 왕숙천 단층의 노두의 위치와 ESR 연대측정값이다. ESR 연대측정법은 암석 내 방사성 에너지를 이용하여 단층 비지의 연대측정을 통해 단층의 마지막 활동 시기를 결정하는 방법이다.

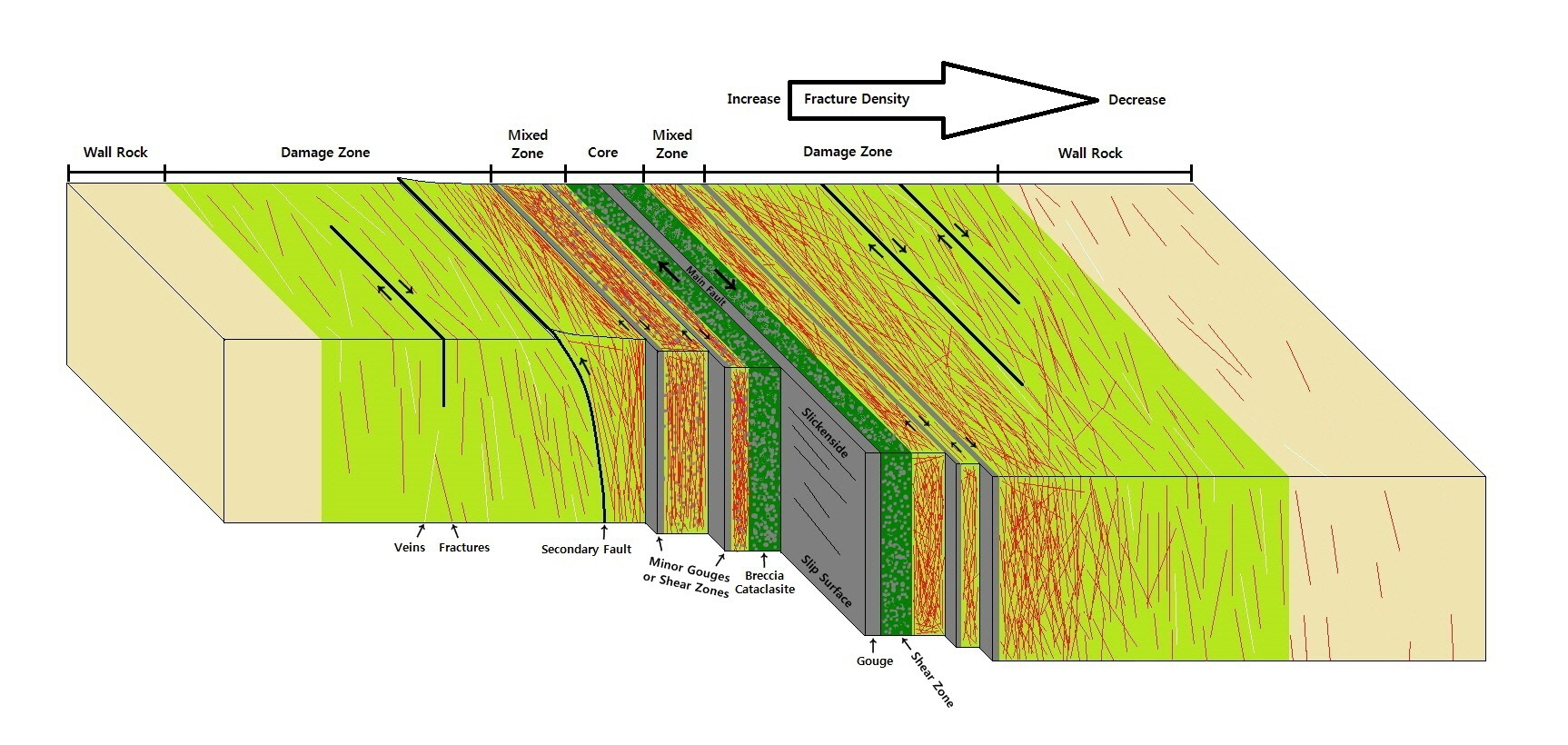
일반적인 단층대의 구조
Core: 단층핵 Mixed Zone: 혼합대 Damage Zone: 단층손상대 Wall Rock: 모암 Gouge: 단층비지 Breccia: 단층각력암 Cataclasite: 압쇄암 Shear Zone: 전단대 Fracture: 단열, 절리, 균열 등 Veins: 세맥

### 육단리 지점
철원군 근남면 육단리 지점(북위 38° 14′ 05.8″ 동경 127° 28′ 29.8″ / 북위 38.234944°  동경 127.474944° )은 육단리 군인아파트 북쪽 능선의 경기변성암복합체 흑운모 편마암 내에 발달한 노두이다. 단층의 주향은 북서 10°, 경사는 북동 80° 으로 단층손상대가 최대 5 m, 파쇄대가 2 m 폭으로 발달한다. 암회색의 단층각력암이 발달하며 단층점토에 대한 ESR 연대측정 결과는 260±30 ka (23~29만년 전, 플라이스토세 지바절)이다.

### 서면초교 지점
철원군 서면 자등리 서면초등학교 지점(북위 38° 10′ 12.1″ 동경 127° 25′ 04.9″ / 북위 38.170028°  동경 127.418028° )은 서면초등학교 동쪽 국도 제47호선 도로 절개 사면의 대보 화강암 흑운모 화강암에 드러난 노두로 남-북 방향의 주 단층과 3개의 소규모 단층이 발달한다. F1 단층은 동-서 주향에 남쪽으로 70~80° 경사하며 주향 이동 보다는 정단층성 경사 이동의 특성을 보인다. F1 단층의 단층점토에 대한 ESR 연대측정 결과는 160±20 ka (14~18만년 전, 플라이스토세 지바절)이다. F2 단층의 주향은 북동 52°, 경사는 남동 79° 으로 단층대는 20~30 cm, 단층점토는 1~5 cm 폭으로 발달한다. F3 단층의 주향은 북동 67°, 경사는 남동 70° 으로 단층대 폭은 5~15 cm이다.

### 조막동 지점
철원군 서면 자등리 조막동 지점(북위 38° 09′ 26.1″ 동경 127° 24′ 46.6″ / 북위 38.157250°  동경 127.412944° )은 자등리 조막동 남쪽 국도 제47호선 도로공사 현장의 대보 화강암 흑운모 화강암에 드러난 노두이다. 단층면의 대략적인 주향은 북동 50°, 경사는 북서 85°이다.

### 수입리 지점
포천시 일동면 수입리 지점(북위 37° 58′ 01.5″ 동경 127° 18′ 46.8″ / 북위 37.967083°  동경 127.313000° )은 수입리를 지나는 국도 제47호선 휴게소(도로명주소: 포천시 일동면 금강로 4641) 뒤쪽 공사장 사면에 드러난 대보 화강암 복운모 화강암에 드러난 노두이다. 단층의 주향은 북서 41°, 경사는 북동 67°이다. 단층손상대는 30~40 cm, 담회색 단층점토는 1~2 cm 폭으로 나타난다.

### 기산리 지점
포천시 일동면 기산리 지점(북위 37° 57′ 16.6″ 동경 127° 19′ 44.8″ / 북위 37.954611°  동경 127.329111° )은 둔지저수지 남쪽 청지로 도로변의 대보 화강암 함석류석 흑운모 화강암에 드러난 노두이다. 단층의 주향은 북서 80°, 경사는 북동 75° 으로 왕숙천 주 단층의 주향과 크게 달라 주 단층에 수반된 소규모 단층으로 해석된다. 단층의 중심부에 10~15 cm 두께의 녹색 단층점토가 발달한다.

### 일동자원 지점
포천시 일동면 기산리 일동자원지점(북위 37° 57′ 06.9″ 동경 127° 19′ 21.2″ / 북위 37.951917°  동경 127.322556° )은 필로스컨트리클럽 북서쪽의 골재 채취장에서 발견된 노두로 현재는 이 자리에 주택단지(도로명주소: 포천시 일동면 운악청계로 1729-17~23)가 들어서 있다. 대보 화강암 함석류석 흑운모 화강암에 발달한 단층의 주향은 북동 34~44°, 경사는 남동 78°이며 중심부에 1~3 cm 두께의 유백색 단층비지가 관찰된다.

### 화현리 지점
포천시 화현면 화현리 지점(북위 37° 53′ 37.51″ 동경 127° 17′ 55.08″ / 북위 37.8937528°  동경 127.2986333° )은 한종원과 이희권(2019)에 의해 부수 단층으로 기재되었으며 주 단층에서 350 m 이격되어 있다. 대보 화강암 흑운모 화강암 내 발달한 단층의 주향은 북서 23°, 경사는 북동 85°이며 0.5 cm 폭의 연녹색 단층비지띠로 구성된다. 단층비지에 대한 ESR 연대측정 결과는 270±20 ka (25~29만년 전, 플라이스토세 지바절)이다.

### 소학리 지점
포천시 내촌면 소학리 지점(북위 37° 49′ 04.40″ 동경 127° 15′ 43.85″ / 북위 37.8178889°  동경 127.2621806° )은 한종원과 이희권(2019)에 의해 부수 단층으로 기재되었으며 주 단층에서 200 m 이격되어 있다. 고원생대 경기변성암복합체 흑운모 편마암 내에 발달한 단층의 주향은 북동 29°, 경사는 남동 61°이며 약 1.5 cm 폭의 암회색 단층비지띠로 구성된다. 단층비지에 대한 ESR 연대측정 결과는 290±30 ka (26~32만년 전, 플라이스토세 지바절)이다.

### 진목리 지점
포천시 내촌면 진목리 지점(북위 37° 48′ 09.0″ 동경 127° 12′ 29.8″ / 북위 37.802500°  동경 127.208278° )은 국도 제87호선 서쪽 공사장의 2번째 단의 절개면에서 발견된 노두이다. 경기편마암복합체 흑운모 편마암에 발달하는 단층의 주향은 북서 39°, 경사는 북동 63°이며 단층대 내에 4~5 cm 폭의 단층점토가 발달하고 그 양쪽으로 황갈색의 파쇄대가 15~20 cm 폭으로 발달한다. ESR 연대측정 결과는 440±10 ka (43~45만년 전, 플라이스토세 지바절)이다.

### 음현리 지점
포천시 내촌면 음현리의 대윤환경 포천공장(금강로2076번길 9-119)~하이로드(금강로2076번길 9-104) 지점에서 발견된 노두로 고원생대 경기편마암복합체 흑운모 편마암 내에 발달하며 한종원과 이희권(2019)에 의해 상세히 기재되었다.
첫 번째 지점(북위 37° 45′ 57.47″ 동경 127° 13′ 48.73″ / 북위 37.7659639°  동경 127.2302028° )에는 흑운모 편마암 내에 8 m 폭의 단층핵이 발달하며 흑운모 편마암에서 유래한 2조의 암회색 단층비지대와 1조의 단층각력암대로 구성된다. 이 노두에는 엽리와 단층마찰면이 발달한다. 단층비지에 대한 ESR 연대측정 결과는 370±50 ka 및 530±130 ka (32~42만 및 40~66만년 전)이다.
두 번째 지점(북위 37° 45′ 56.59″ 동경 127° 13′ 47.96″ / 북위 37.7657194°  동경 127.2299889° )은 첫 번째 지점에서 주향 방향으로 남서쪽으로 40 m 떨어진 지점으로 8 m 폭의 단층핵은 흑운모 편마암에서 유래한 2조의 단층비지대와 2조의 단층각력암대로 구성된다. 단층핵의 북서쪽 경계부의 암회색 단층비지대와 밝은색의 단층각력암대 사이 15~25 cm 폭의 녹갈색 단층비지대와 단층각력암대 사이에 주 단층면이 발달한다. 단층비지에 대한 ESR 연대측정 결과는 ESR 신호가 포화되어(saturated) 산출하지 못하였다.
세 번째 지점(북위 37° 45′ 54.69″ 동경 127° 13′ 46.76″ / 북위 37.7651917°  동경 127.2296556° )은 두 번째 지점에서 주향 방향으로 남서쪽으로 70 m 떨어진 지점으로 흑운모 편마암에서 유래한 2조의 단층비지대와 그 가운데 있는 단층각력암대로 구성된다. 단층비지에 대한 ESR 연대측정 결과는 590±70 ka (52~66만년 전)이다.

### 오남초교 지점
남양주시 오남읍 오남리 오남초등학교 지점(북위 37° 41′ 50.0″ 동경 127° 12′ 42.7″ / 북위 37.697222°  동경 127.211861° )은 오남초등학교 북서쪽 오남 ENG 인근 공사장 사면에서 발견된 단층이다. 경기편마암복합체 흑운모 편마암 내에 발달하는 단층의 주향은 북동 78°, 경사는 북서 77°이며 단층대는 10~30 cm, 암녹색 내지 암회색의 단층점토는 1~4 cm 폭으로 발달한다.
| 위치                   | 좌표                                                                          | 지질                              | 주향                                               | 경사                        | 성향            | ESR 연대측정값                  | 비고                                        |
| ---------------------- | ----------------------------------------------------------------------------- | --------------------------------- | -------------------------------------------------- | --------------------------- | --------------- | ------------------------------- | ------------------------------------------- |
| 철원군 근남면 육단리   | 북위 38° 14′ 05.8″ 동경 127° 28′ 29.8″ / 북위 38.234944° 동경 127.474944°     | 경기변성암복합체 흑운모 편마암    | 북서 10°                                           | 북동 80°                    | 주향이동        | 단층점토: 260±30 ka             | 군인아파트 북쪽 능선 암회색 단층각력암 발달 |
| 철원군 서면 자등리     | 북위 38° 10′ 12.1″ 동경 127° 25′ 04.9″ / 북위 38.170028° 동경 127.418028°     | 대보 화강암 흑운모 화강암         | 주 단층: 남-북 F1: 동-서 F2: 북동 57° F3: 북동 67° | 남 70-80° 남동 79° 남동 70° | 사교 정단층     | 단층점토: 160±20 ka             | 서면초등학교 동쪽 도로공사 절개면           |
| 철원군 서면 자등리     | 북위 38° 09′ 26.1″ 동경 127° 24′ 46.6″ / 북위 38.157250° 동경 127.412944°     | 대보 화강암 흑운모 화강암         | 북동 50°                                           | 북서 85°                    | 주향이동        | -                               | 조막동 도로공사 사면에 노출                 |
| 포천시 일동면 수입리   | 북위 37° 58′ 01.5″ 동경 127° 18′ 46.8″ / 북위 37.967083° 동경 127.313000°     | 대보 화강암 흑운모 화강암         | 북서 41°                                           | 북동 67°                    | 판정불가        | -                               | 국도 제47호선 휴게소 뒤쪽 공사장 사면       |
| 포천시 일동면 기산리   | 북위 37° 57′ 16.6″ 동경 127° 19′ 44.8″ / 북위 37.954611° 동경 127.329111°     | 대보 화강암 함석류석 흑운모화강암 | 북서 80°                                           | 북동 75°                    | -               | -                               | 기산지 남남서 방향 도로변                   |
| 포천시 일동면 기산리   | 북위 37° 57′ 06.9″ 동경 127° 19′ 21.2″ / 북위 37.951917° 동경 127.322556°     | 대보 화강암 함석류석 흑운모화강암 | 북동 34-44°                                        | 남동 78°                    | -               | -                               | 일동자원 남쪽 능선                          |
| 포천시 화현면 화현리   | 북위 37° 53′ 37.51″ 동경 127° 17′ 55.08″ / 북위 37.8937528° 동경 127.2986333° | 대보 화강암 흑운모 화강암         | 북동 23°                                           | 북동 85°                    | 판정불가        | 단층비지: 270±20 ka             | 부수 단층                                   |
| 포천시 내촌면 소학리   | 북위 37° 49′ 04.40″ 동경 127° 15′ 43.85″ / 북위 37.8178889° 동경 127.2621806° | 고원생대 흑운모 편마암            | 북동 19°                                           | 남동 61°                    | 판정불가        | 단층비지: 290±30 ka             | 부수 단층                                   |
| 포천시 내촌면 진목리   | 북위 37° 48′ 09.0″ 동경 127° 12′ 29.8″ / 북위 37.802500° 동경 127.208278°     | 흑운모 편마암                     | 북서 39°                                           | 북동 63°                    | 사교단층        | 440±100 ka                      | 국도 제87호선 서쪽 절개사면                 |
| 포천시 내촌면 음현리   | 북위 37° 45′ 57.47″ 동경 127° 13′ 48.73″ / 북위 37.7659639° 동경 127.2302028° | 고원생대 흑운모 편마암            |                                                    |                             | 우수향 주향이동 | 단층비지: 370±50 ka, 530±130 ka |                                             |
| 포천시 내촌면 음현리   | 북위 37° 45′ 56.59″ 동경 127° 13′ 47.96″ / 북위 37.7657194° 동경 127.2299889° | 고원생대 흑운모 편마암            | 북동                                               |                             | 우수향 주향이동 | 포화                            |                                             |
| 포천시 내촌면 음현리   | 북위 37° 45′ 54.69″ 동경 127° 13′ 46.76″ / 북위 37.7651917° 동경 127.2296556° | 고원생대 흑운모 편마암            |                                                    |                             | 우수향 주향이동 | 단층비지: 590±70 ka             |                                             |
| 남양주시 오남읍 오남리 | 북위 37° 41′ 50.0″ 동경 127° 12′ 42.7″ / 북위 37.697222° 동경 127.211861°     | 경기변성암복합체 흑운모 편마암    | 북동 78°                                           | 북서 77°                    | 판정불가        | -                               | 오남초등학교 북서쪽 동양ENG 인근 공사현장   |

## 관련 기사
수도권은 지진 안전지대?…20만년 전 활동한 ‘활성단층’ 발견 - 경향신문, 2016년 10월 23일자

[뒤끝뉴스 국민이 과학을 불신하는 이유 한국일보, 2016년 9월 26일자] - "지진의 원인이 되는 활성단층을 연구한 보고서가 2009년 이미 있었다는 사실이 알려지면서...보고서 요약문 중 ‘주요 연구성과’를 기술한 부분에는 ‘추가령 단층, 왕숙천 단층, 광주 단층, 전주 단층, 정읍 단층, 의당 단층, 공주 단층, 십자가 단층 등이 활성단층임을 규명’했다고 씌어 있다. "

## 같이 보기
- 한국의 단층
  - 추가령 구조곡
  - 추가령 단층
  - 동두천 단층
  - 포천 단층
  - 신갈 단층
  - 경강 단층
  - 인제 단층
  - 금왕 단층
  - 공주 단층
  - 양산 단층
  - 울산 단층
- 한국의 지질
  - 철원군의 지질
  - 포천시의 지질
  - 남양주시의 지질
- 한국의 지진
- 왕숙천